# Тонлесап
Тонлесап — найбільше озеро на півострові Індокитай, в Камбоджі; площа поверхні змінна: від 2,5—3,5 тис. км² в посушливий зимовий сезон, та до 10—16 тис. км² в сезон літніх мусонів (тоді воно стає найбільшим прісноводним водоймищем Південно-Східної Азії); глибина коливається від 1—3 до 10—14 м; сполучене річкою Тонлесап із Меконгом; на озері є численні плавучі рибальські села. Це заплавне озеро є рекордсменом: там з 1 га поверхні виловлюють 100 кг риби.
Озеро Тонлесап стикається сьогодні з низкою проблем. Серед них збільшення населення плавучих сіл і прилеглих територій. У період з 1998 до 2008 року число рибалок, що постійно живуть на озері, збільшилося на 38 % до 38 200 осіб, а кількість фермерів у прилеглих територіях, які час від часу теж рибалять, збільшилась на 33 % до 520 800 осіб. Наслідком збільшення населення, яке займається рибальством, є надмірний вилов риби. Загрозою для озера є й вирубування мангрових чагарників, які дають прихисток молодняку риби. Іншою небезпекою для озера є заплановане будівництво дамб ГЕС вгорі за течією, а також зміни клімату, унаслідок яких, як очікується, посушливі періоди ставатимуть довшими. Це викликає неабияке занепокоєння в екологів і всіх небайдужих, адже становить загрозу біорізноманіттю і всім 1,5 мільйона людей, життя яких залежить від озера Тонлесап.